# Шестаков, Виктор Николаевич
Виктор Николаевич Шестаков (1893 — 1938) — член Военного совета и начальник политического управления Забайкальского военного округа, корпусной комиссар (1935).

## Биография
Родился в русской семье рабочего. Окончив начальную школу, с двенадцатилетнего возраста работал на фабрике на различных должностях. Будучи призван в царскую армию, принимал участие в боевых действиях в годы Первой мировой войны. Член РКП(б) с 1918. Участник Гражданской войны, в годы которой находился на должностях политического состава в стрелковых частях и соединениях РККА.
С ноября 1922 военком 1-й Забайкальской стрелковой дивизии. В 1924—1925 слушатель Курсов усовершенствования высшего политсостава при Военно-политическом институте имени Н. Г. Толмачёва. С августа 1925 военком и начальник политического отдела 3-й Кавказской стрелковой дивизии. С сентября 1927 заместитель начальника политического управления Северо-Кавказского военного округа. В 1929 окончил политическое отделение КУВНАС при Военной академии имени М. В. Фрунзе. С июня 1931 заместитель начальника организационно-распределительного отдела Политического управления РККА. В феврале 1932 назначен начальником политического отдела Забайкальской группы войск ОКДВА. С мая 1935 заместитель командующего по политической части и начальник политического управления Забайкальского военного округа, с мая 1937 член Военного совета того же округа. Также в 1936 являлся членом Военного совета при народном комиссаре обороны СССР.
Уволен из РККА 7 июля 1937. Арестован в Чите 9 июля (по другим данным уже на следующий день, 8 июля) 1937. Приговорён ВКВС СССР 2 октября 1938 к ВМН и в тот же день расстрелян. Реабилитирован посмертно 28 июля 1956.